# Bathyraja aleutica
Bathyraja aleutica is een vissoort uit de familie van de Arhynchobatidae. De wetenschappelijke naam van de soort is voor het eerst geldig gepubliceerd in 1896 door Gilbert.